# Cimetière d'Arnouville
Le cimetière d'Arnouville est le cimetière municipal de la commune d'Arnouville dans le Val-d'Oise, à 18 km au nord de Paris.

## Histoire et description
Ce cimetière a ouvert en 1782. Arnouville était alors un petit village rural d'un peu plus de trois cents habitants sous le nom d'« Arnouville-lès-Gonesse ». Dans les années 1930, la proximité de la capitale lui fait connaître un accroissement de la population laborieuse qui devient exponentielle à partir des années 1960 et plus encore après les années 2000 avec des populations venues d'ailleurs, Arnouville frôlant les quatorze mille habitants aujourd'hui. Ce petit cimetière voit progressivement son aspect changer avec des tombes modernes uniformes, lorsque les concessions anciennes disparaissent. Il subsiste cependant quelques sépultures du XIXe siècle et la chapelle des Machault d'Arnouville, seigneurs de l'endroit qui possédaient le château d'Arnouville.

## Personnalités inhumées
- Dans la chapelle des Machault d'Arnouville reposent quatorze personnes dont[2] :
  - Louis-Charles de Machault d'Arnouville (1737-1820), évêque d'Amiens, député du clergé aux états généraux de 1789
  - Armand-Hilaire de Machault d'Arnouville, comte d'Arnouville (1739-1827), maréchal de camp, frère du précédent
  - Charles de Machault d'Arnouville (1847-1830), pair de France, frère des précédents
  - Comte Marie-Gaspard-Victor de Choiseul d'Aillecourt (1879-1835), député légitimiste de l'Orne de 1815 à 1830[1]
- Jean-Julien Champagne (1877-1932), peintre et occultiste, élève de Jean-Léon Gérôme
- Antoine Demusois (1895-1968), homme politique communiste et maire d'Arnouville